# Žaliosios kaimo apylinkės II
Žaliosios kaimo apylinkės II este o arie protejată (sit de importanță comunitară — SCI) din Lituania întinsă pe o suprafață de 88,97 ha, integral pe uscat.

## Localizare
Centrul sitului Žaliosios kaimo apylinkės II este situat la coordonatele 54°32′04″N 24°39′20″E / 54.5344°N 24.6555°E.

## Înființare
Situl Žaliosios kaimo apylinkės II a fost declarat sit de importanță comunitară în iulie 2022 pentru a proteja un număr necunoscut de specii din flora spontană și fauna sălbatică aflate în arealul zonei.

## Biodiversitate
Situată în ecoregiunea boreală, aria protejată conține 4 habitate naturale: Lacuri eutrofice naturale cu vegetație de tip Magnopotamion sau Hydrocharition, Taiga vestică, Păduri fino-scandinave bogate în ierburi cu Picea abies, Păduri caducifoliate de mlaștină fino-scandinave.
La baza desemnării sitului se află un număr nedeclarat de specii protejate.